# Oslov
Oslov är en ort i Tjeckien. Den ligger i regionen Södra Böhmen, i den centrala delen av landet, 80 km söder om huvudstaden Prag. Oslov ligger 419 meter över havet och antalet invånare är 334.
Terrängen runt Oslov är platt.Runt Oslov är det ganska glesbefolkat, med 25 invånare per kvadratkilometer. Närmaste större samhälle är Písek, 11,1 km söder om Oslov. Trakten runt Oslov består till största delen av jordbruksmark.